# Артабан IV Парфянский
Артабан IV/III Парфянский — претендент на царскую корону Парфии, в 80—81 гг. н. э. оспаривал власть у царя Пакора II.
Предположительно, самостоятельно провозгласил себя царём, из-за чего в 80—81 гг. в Парфии установилось двоецарствие.
В 79 г. на Востоке появился Лже-Нерон — на самом деле римский гражданин из Малой Азии по имени Теренций Максим. Он дошёл до самого Евфрата, но был вынужден в конце концов искать убежища у одного из претендентов на парфянский трон, Артабана IV, который чеканил монеты на дворе в Селевкии в 80—81 гг. Лже-Нерон снискал расположение парфян тем, что вернул Армению под парфянский контроль. В тот момент, когда велись приготовления к его возвращению, обман раскрылся, и он умер.
В междоусобной борьбе был побеждён Пакором II.